# Jozef Pribilinec
Jozef Pribilinec (Kremnica, 6 de julio de 1960) es un atleta eslovaco especializado en la marcha atlética. 
Consiguió la medalla de oro en los Juegos Olímpicos de Seúl 1988 compitiendo en los 20 km marcha con el equipo de Checoslovaquia. Anteriormente, en 1980, compitió en los Juegos Olímpicos de Moscú, quedando en el puesto 20.
Destacar también sus dos subcampeonatos mundiales en Helsinki 1983 y en Roma 1987 en la misma prueba y también que llegó a conseguir tener la plusmarca mundial de 20 km marcha desde 1983 hasta 1987 con un tiempo de 1h:19:30.